# 안성 안성공원 석조광배
안성공원 석조광배는 경기도 안성시 낙원동, 낙원역사공원에 있는 광배이다. 1986년 5월 22일 안성시의 향토유적 제9호로 지정되었다.

## 개요
화강암 1석으로 조성되어 있으며 고려시대의 작품으로 추정된다. 원래 석남사 주변에 출토된 것을 수습하여 이곳에 옮겨 놓은 것이라고 한다. 두광과 신광을 갖춘 보주형(寶珠形)의 거신광배(巨身光背)로서, 주변에는 화염문(火炎文)이 돌려져 있고, 정상에는 큼직한 화불(化佛) 1구가 조각되어 있다. 
두광(頭光)은 이조선(二組線)의 원형 내에 운문(雲紋)이 있으며 그 중심부에 원좌(圓座)가 있고 간지(間地)에 8판의 연화문이 있다. 신광(身光)에는 간지에 인동당초문(忍冬唐草文)이 조각되어 있다. 
광배의 높이는 110cm, 중심 폭은 102cm의 규모이다. 한편 광배를 꽂았던 원공(지름 3cm)앞에는 지름 90cm, 두께 13cm의 8각 연화대석이 놓여있다. 여기에는 16판(瓣)의 당초문(唐草文)이 조각되어 있고 2단의 굄대가 있는데, 불상의 연화대좌(蓮化臺座)로 추정된다.

## 같이 보기
- 안성 석남사

## 참고 자료
- 안성공원석조광배 - 안성문화관광 - 시지정문화재